# Ribchester-Helm
Der Ribchester-Helm ist ein 1796 in dem englischen Ort Ribchester (Lancashire) gefundener Helm der römischen Kavallerie. Zusammen mit dem Newstead-Helm bildet er den Typenhelm der Klasse Ribchester-Newstead.

## Beschreibung
Der aus dem 1. oder 2. Jahrhundert n. Chr. stammende Helm wurde als Schutz- und Zeremonialwaffe verwendet. Er besteht aus Bronze und ist 276 mm hoch und 1305,6 Gramm schwer. Die Helmglocke ist rund gearbeitet und mit einem Nackenschirm sowie mit einem großen Schild über den Augen versehen. Er ist zweiteilig, weswegen Helmglocke und Maske getrennt voneinander gearbeitet wurden. Die Maske kann in die Helmglocke eingesetzt werden und wird mit Lederbändern fixiert. Die Masken bestehen in der Regel auch aus Bronze oder werden aus Weißmetall (Britanniametall) hergestellt. Am oberen Rand ist eine Haartracht ausgearbeitet und die Helmglocke ist mit figürlichen Darstellungen von Reitern und Infanterie im Kampf verziert. Es wird vermutet, dass eine Helmzier (Zimier) auf der Helmoberseite angebracht war, die in der Form einer Sphinx gestaltet war. Diese ist jedoch nicht erhalten. Er gehört zu den Maskenhelmen und wurde nicht für den Kampf hergestellt, sondern wurde wie andere Helme dieser Art in Sportveranstaltungen namens (lateinisch) hippica gymnasia benutzt. Der Ribchester-Helm ist neben dem Crosby-Garrett-Helm und dem Newstead-Helm einer von den nur drei Helmen dieser Art, die in England gefunden wurden.

## Galerie

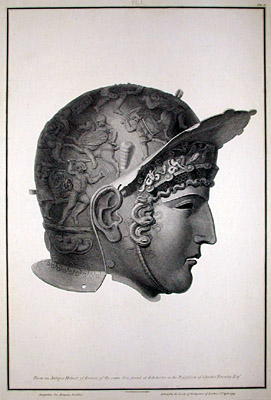
Rekonstruktionszeichnung
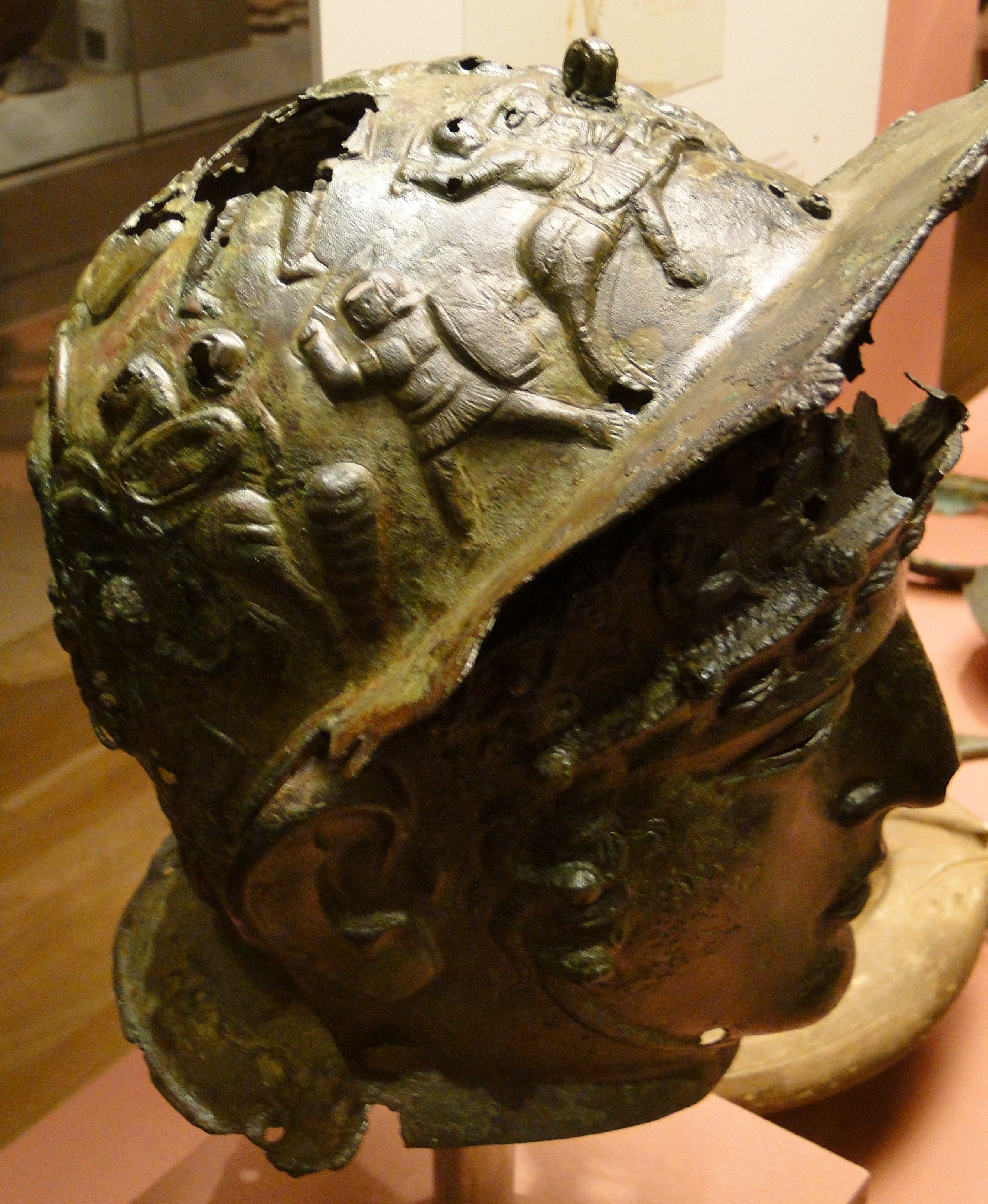
Seitenansicht
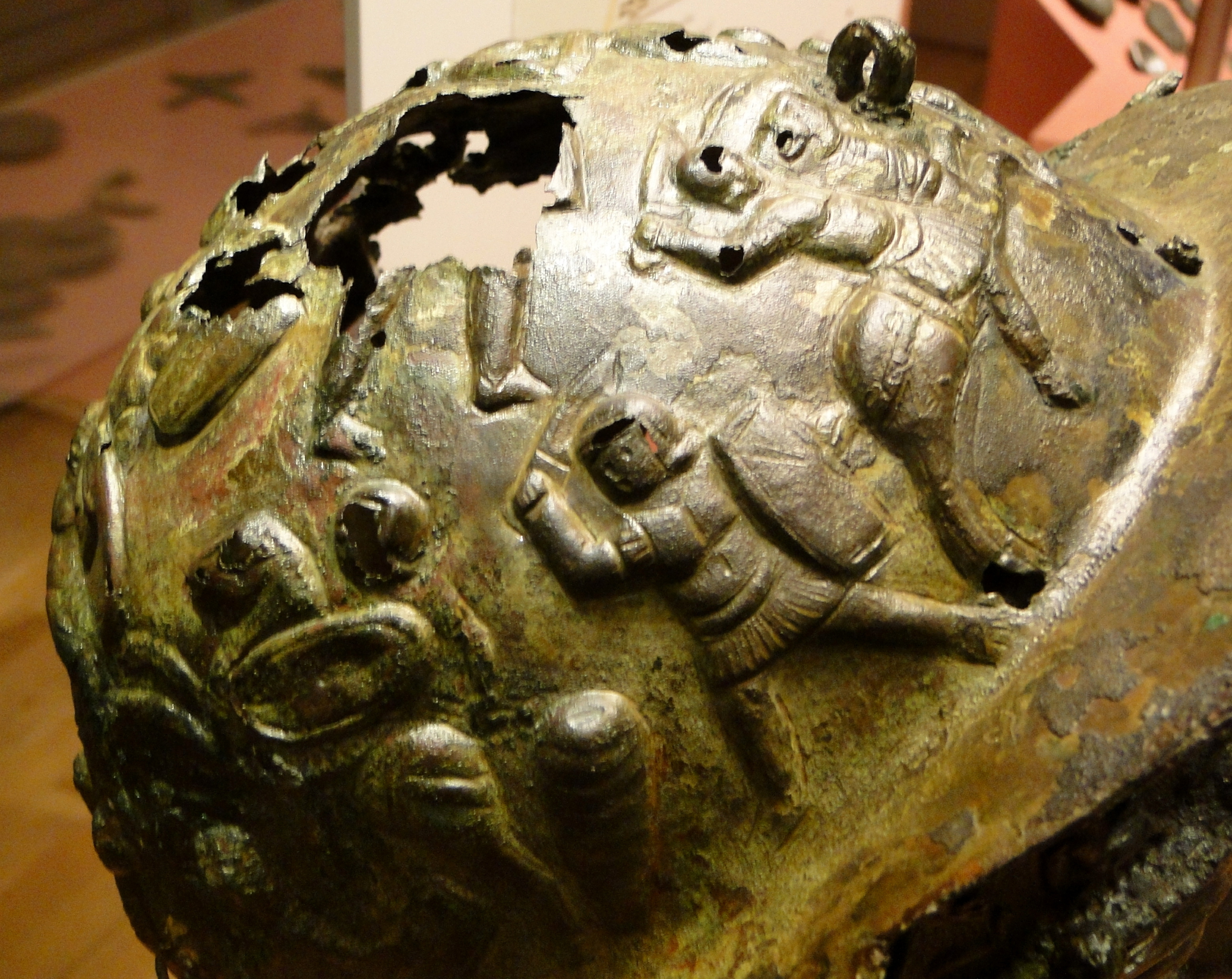
Nahaufnahme von oben
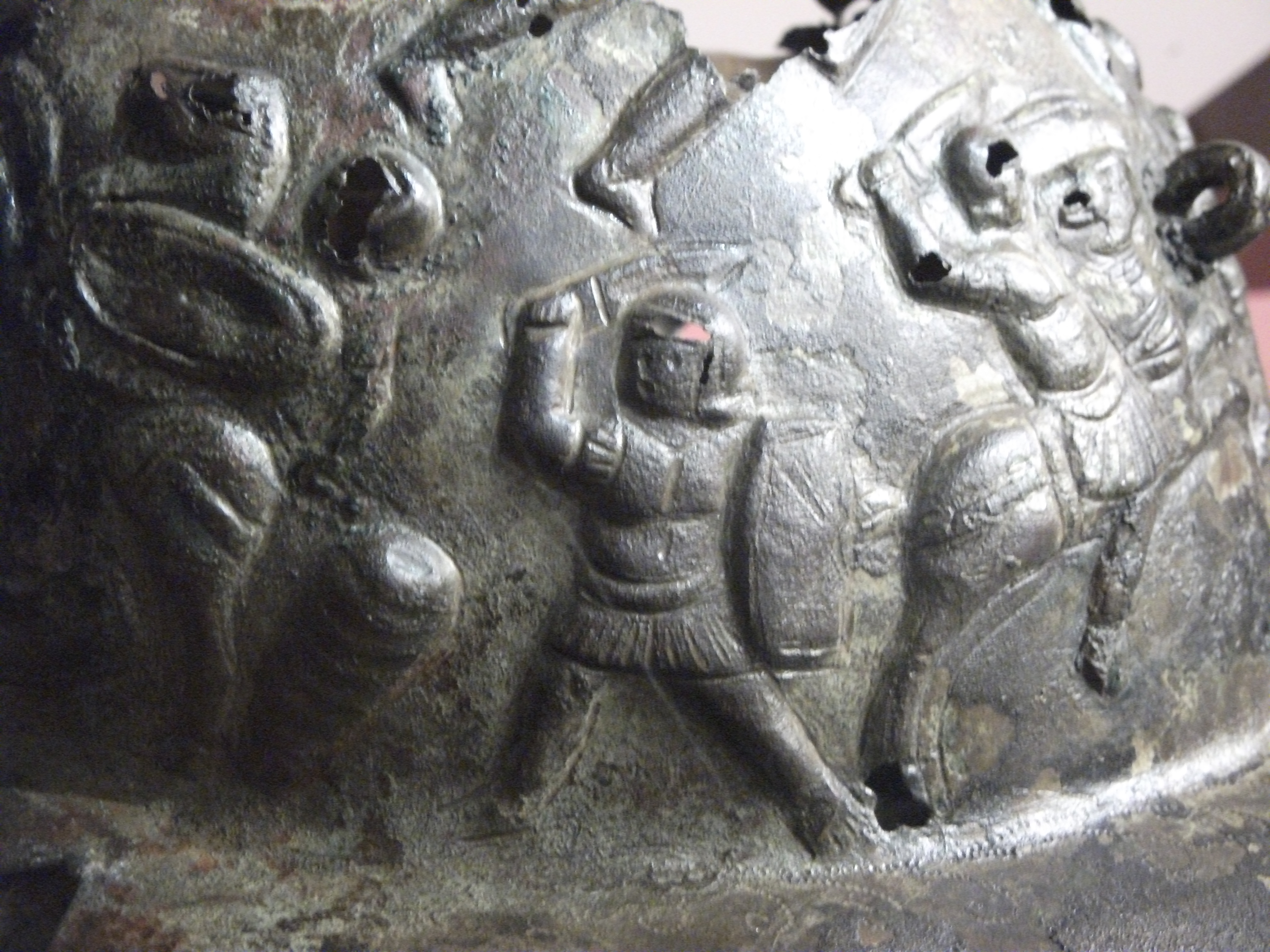
Nahaufnahme, Dekoration